# 陸州 (明朝)
陸州（1511年—？），字汝行，浙江杭州府海寧縣人，民籍，明朝政治人物。

## 生平
嘉靖十六年（1537年）丁酉科浙江鄉試第三十二名舉人。嘉靖二十三年（1544年）中式甲辰科會試第八十七名，登第三甲第一百七十名進士。授南昌府推官，典湖广乡试，迁刑部主事，出守常德府，擢九江兵备副使，丁内艱，卒于家。

## 家族
曾祖陸思敏；祖父陸釗；父陸萱，母唐氏。具庆下。兄陸府。弟陸科、陸翰。